# Jörn Jensen
Jörn Jensen (* 5. August 1943; † 3. Juni 2022) war ein deutscher Lehrer und Politiker in Berlin.

## Leben

### Werdegang
Ursprünglich kommt seine Familie aus Husum, wo sein Vater als Lehrer Sport und Germanistik unterrichtete. Um der Bundeswehr zu entkommen, fing Jensen 1963 an der Freien Universität Berlin (FU) Sport und Germanistik auf Lehramt zu studieren. Er schrieb seine Examensarbeit über Die Wegbeschreibungen des Nibelungenliedes im Verhältnis zur geographischen und historischen Wirklichkeit vor dem Hintergrund des dritten Kreuzzuges.
In den 1960er Jahren engagierte sich Jensen am Institut für Leibesübungen für eine neue Studienordnung und eine grundlegende Reform des Faches: „Es galt tatsächlich, den sprichwörtlichen Muff von 1000 Jahren zu beseitigen.“ Jensen unterrichtete, nach zunächst fünfjähriger wissenschaftlicher Arbeit an der FU Berlin und dann an der Universität in Frankfurt, seit 1976 an einer Neuköllner Gesamtschule. Jedoch ging Jensen 1983 für drei Jahre als Lektor des Deutschen Akademischen Austauschdienstes nach China, da er sein Pensionsalter nicht an der Schule erreichen wollte. So war er dort in Wuhan als Deutschlehrer an der Universität Wuhan tätig.
Jensen trat 1988 in die Alternative Liste für Demokratie und Umweltschutz Berlin ein. Von 1989 bis 1992 war er Bezirksverordneter im Bezirk Steglitz, von 1992 bis 1995 Bezirksstadtrat für Volksbildung und von 1995 bis 2000 Bezirksbürgermeister im Bezirk Tiergarten. 
In seiner Zeit als Bezirksbürgermeister enthüllte er am 4. März 1996 die Gedenktafel von Helene von Schell (1903–1956), eine der Gerechten unter den Völkern. Während seiner Zeit als Bezirksbürgermeister setzte er durch, dass der Parkplatz vor dem Rathaus Tiergarten zum Mathilde-Jacob-Platz umgebaut und umbenannt wurde – gegen den erbitterten Widerstand der CDU-Fraktion.
Seit dem Ende seiner Amtszeit verbrachte er den größten Teil seiner Zeit mit ehrenamtlichen Tätigkeiten wie in Fördervereinen und im BiwAK und in seiner Partei. Von 2004 war er für die Finanzen der Bezirksgruppe verantwortlich und bis Ende Januar 2007 war er Mitglied des GA Mitte. Jensen kandidierte im Jahre 2014 und 2019 als Mitglied für die Diätenkommission.

### Familie
Jensen war verheiratet mit seiner Gattin Christina Holzkamp und Großvater von vier Enkelkindern.